# 榎田竹林
榎田 竹林（えのきだ ちくりん、1898年（明治31年） - 1974年（昭和49年））は、川柳作家。本名は圭太良（または桂太郎）。静岡市出身。

## 人物・略歴
1916年（大正5年）3月、静岡県立静岡中学校卒業後、教職に就き、のち上京。川柳栗吟社同人として活躍。1923年（大正12年）に帰省、静岡川柳社を興す。以後門弟の育成に努め、1966年（昭和41年）4月、静岡県川柳協会会長。その間、静岡刑務所篤志面接委員、静岡新聞、NHKの文芸選者などを務め、静岡市教育文化功労者、静岡県文化奨励賞を受賞。
静岡市登呂公園に句碑が建ち、後に静岡市常磐公園に移され現在に至っている。夫人は川柳作家の榎田柳葉女（りゅうようじょ）。竹林とともに、おしどり川柳作家として知られた。
```
月といる窓のひとゝき真人間　竹林
おもいでのどこにもそばにうちの人　柳葉女
```

## 著書
- 句集鎹 : 榎田竹林夫妻句集 川柳おもいで吟社 1973

## 栄典
- 藍綬褒章